# Jariștea
Jariștea là một xã thuộc hạt Vrancea, România. Dân số thời điểm năm 2002 là 4104 người.